# Günther Petersen
Günther Petersen (Marienberg, 25 juli 1924 - Görsdorf, 24 maart 2012) was een Duitse entomoloog die zich had gespecialiseerd in de Tineidae. 

## Levensloop
Petersen bezocht middelbare scholen in Marienberg, Rochlitz en Meißen. Zijn opleiding werd echter onderbroken door de Tweede Wereldoorlog. In 1949 ging hij biologie en scheikunde studeren aan de Humboldt Universiteit in Berlijn, om leraar te worden. In 1951 vervolgde hij zijn studie biologie. Hij schreef zijn afstudeerscriptie over de taxonomie en verspreiding van Tineidae. Kort daarna trad hij toe tot het Deutsches Entomologisches Institut van Senckenberg, eerst op de afdeling Ecologie en daarna op de afdeling Systematiek. In 1957 verdedigde Petersen zijn proefschrift getiteld Die Genitalien der paläarktischen Tineiden, onder leiding van Erich Martin Hering. Dit proefschrift werd een standaardwerk op het gebied van de Palearctische Tineidae en verhoogde Petersens reputatie op dit gebied.

## Publicaties
- Petersen, G. 1953. Taxonomie und Verbreitung der 'Kornmotten' (Lepidoptera: Tineidae). Beiträge zur Entomologie 3(6): 577–600.
- Petersen, G. 1957. Die Genitalien der paläarktischen Tineiden (Lepidoptera: Tineidae). Beiträge zur Entomologie 7(1–2): 55–176.
- Petersen, G. 1957. Die Genitalien der paläarktischen Tineiden (Lepidoptera: Tineidae). Beiträge zur Entomologie 7(3–4): 338–379.
- Petersen, G. 1957. Die Genitalien der paläarktischen Tineiden (Lepidoptera: Tineidae). Beiträge zur Entomologie 7(5–6): 557–595.
- Petersen, G. 1957. Kritische Bemerkungen über die Gattung Cilicorneola Zag. 1956 (Lepidoptera: Tineidae). Beiträge zur Entomologie 7(5–6): 596–598.
- Petersen, G. 1958. Die Genitalien der paläarktischen Tineiden (Lepidoptera: Tineidae). Beiträge zur Entomologie 8(1-2): 111–118.
- Petersen, G. 1958a. Die Genitalien der paläarktischen Tineiden (Lepidoptera: Tineidae). Beiträge zur Entomologie 8(3-4): 398–430.
- Petersen, G. 1959. Tineiden aus Afghanistan mit einer Revision der paläarktischen Scardiinen (Lepidoptera: Tineidae). Beiträge zur Entomologie 9(5-6): 558–579.
- Petersen, G. 1960. Die Monopis-Arten der rusticella-Gruppe (Lepidoptera: Tineidae). Beiträge zur Entomologie 10(3-4): 409–418.
- Petersen, G. 1960a. Zwei neue paläarktische Tineiden aus dem Iran (Lepidoptera). Stuttgarter Beiträge zur Naturkunde 34: 1–3. BHL.
- Petersen, G. 1962. Beitrag zur Kenntnis der südeuropäischen Tineiden (Lepidoptera, Tineidae). Beiträge zur naturkundlichen Forschung in Südwestdeutschland 21: 205–220. PDF Reference page.
- Petersen, G. 1963. Ergebnisse der Albanien-Expedition 1961 des Deutschen Entomologischen Institutes. 3. Beitrag. Lepidoptera: Tineidae. Beiträge zur Entomologie 13(1-2): 1–20.
- Petersen, G. 1963a. Revision der paläarktischen Arten der Gattung Catabola Durr. (Lepidoptera: Tineidae). Beiträge zur Entomologie 13(1-2): 168–175.
- Petersen, G. 1963b. 2. Beitrag zur Kenntnis der Tineiden von Afghanistan (Lepidoptera: Tineidae). Beiträge zur Entomologie 13(1-2): 176–188.
- Petersen, G. 1963c. Tineiden als Bestandteil der Nidicolenfauna (Lepidoptera: Tineidae). Beiträge zur Entomologie 13(3-4): 411–427.
- Petersen, G. 1964. Ergebnisse der Albanien-Expedition 1961 des Deutschen Entomologischen Institutes. 29. Beitrag: Lepidoptera: Psychidae I. (Micropsychina sensu Dalla Torre & Strand, 1929). Beiträge zur Entomologie 14(3-4): 377–380.
- Petersen, G. 1964a. Zur systematischen Stellung von Tinea moeniella Rössler, 1877' (Lepidoptera: Tineidae). Beiträge zur Entomologie 14(3-4): 391–393.
- Petersen, G. 1964b. Zweiter Beitrag zur Kenntnis der geographischen Verbreitung der Tineiden auf der Iberischen Halbinsel (Lepidoptera: Tineidae). Beiträge zur Entomologie 14(3-4): 395–420.
- Petersen, G. 1965. Revision der Gattungen Rhodobates Ragonot und Pachyarthra Amsel (Lepidoptera: Tineidae). Beiträge zur Entomologie 15(1-2): 87–100.
- Petersen, G. 1967. Dritter Beitrag zur Kenntnis der geographischen Verbreitung der Tineiden auf der Iberischen Halbinsel (Lepidoptera: Tineidae). Beiträge zur Entomologie 17(3-4): 357–361.
- Petersen, G. 1969. Beiträge zur Insekten-Fauna der DDR: Lepidoptera - Tineidae. Beiträge zur Entomologie 19(3-6): 311–388.
- Petersen, G. 1971. Beitrag zur Kenntnis der Tineiden von Iran und Pakistan (Lepidoptera: Tineidae). Beiträge zur Entomologie 21(3-6): 267–271.
- Petersen, G. 1973. Dritter Beitrag zur Kenntnis der Tineiden von Afghanistan (Lepidoptera: Tineidae). Beiträge zur Entomologie 23(1–4): 57–69.
- Petersen, G. 1991. Zur Taxonomie und Verbreitung der Hapsiferinae(Lepidoptera,Tineidae). Deutsche entomologische Zeitschrift N.F. 38(1–3): 27–33.
- Petersen, G. & Gaedike, R., 1993: Tineiden aus China und Japan aus der Höne sammlung des Museums Koenig (Lepidoptera: Tineidae). Bonner Zoologische Beiträge 44 (3/4): 241–250.